# Turlough Hill
Turlough Hill (en irlandais : Cnoc an Turlaigh, littéralement « colline du turlough »), aussi connu sous le nom de Tomaneena (en irlandais : Tuaim an Aonaigh, littéralement « promontoire de la convention »),, est un sommet des montagnes de Wicklow culminant à 681 mètres d'altitude, en Irlande. Il est composé de granite et recouvert de tourbières.
La montagne abrite en 2010 la seule centrale de pompage-turbinage du pays. Cette dernière a été construite entre 1968 et 1974. L'eau est pompée dans le Lough Nanahangan, lac naturel, et reversée dans un réservoir artificiel au sommet de la montagne, puis relâchée en cas de pointe de consommation électrique,. Possédée et exploitée par Electricity Supply Board, cette centrale est capable de produire 292 mégawatts.